# 梅田正己
梅田 正己（うめだ まさき、1936年（昭和11年） - ）は、日本の著作家・書籍編集者・市民活動家。
高文研の代表、顧問を務める。

## 略歴
佐賀県唐津市生まれ。
1972年（昭和47年）、高文研を設立し、高文研の代表や顧問を務める。1985年（昭和60年）から1987年（昭和62年）にかけて、国家秘密法に反対する出版人の会事務局を勤める。1986年（昭和61年）以降、横浜事件・再審裁判を支援する会事務局を担当している。日本ジャーナリスト会議出版部会代表。マスコミ九条の会の呼びかけ人のひとり。
下記は、Amazonの著者紹介(1)、Amazonの著者紹介(2)に掲載されている情報を参照している。
一橋大学社会学部を卒業し、1959年（昭和34年）：三省堂に入社する。1963年（昭和38年）高校生対象の月刊紙『学生通信』の編集を担当する。1968年（昭和43年）：三省堂新書編集部に移動する。
1972年（昭和47年）：高文研を設立する。雑誌『考える高校生』を創刊する。1991年（平成3年）：雑誌名を月刊紙『ジュ・パンス』に改名する。
2005年（平成17年）：12月からマスコミ九条の会のサイトにコラム「新パンセ」を掲載する。2006年（平成18年）：2月に『ジュ・パンス』は437号で廃刊となる。

## 著作

### 単著
- 『新版　考える高校生』高校生文化研究会〈考える高校生の本 12〉、1978年11月。ISBN 4-87498-012-0。
- 『若い市民のためのパンセ』高文研、1990年5月。ISBN 4-87498-116-X。
- 『〈新編〉愛と性の十字路』高文研、1997年4月。ISBN 4-87498-187-9。
- 『「市民の時代」の教育を求めて　「市民的教養」と「市民的徳性」の教育論』高文研、2001年5月。ISBN 4-87498-256-5。
- 『この国のゆくえ　教科書・日の丸・靖国』岩波書店〈岩波ジュニア新書 384〉、2001年10月。ISBN 4-00-500384-2。
- 『有事法制か、平和憲法か　私たちの意思が問われている』高文研、2002年5月。ISBN 4-87498-286-7。
- 『「非戦の国」が崩れゆく　有事法制・アフガン参戦・イラク派兵を検証する』高文研、2004年3月。ISBN 4-87498-324-3。
- 『変貌する自衛隊と日米同盟　9条2項の抹消で「軍事国家」は完成する』高文研、2006年12月。ISBN 4-87498-374-X。
- 『「北朝鮮の脅威」と集団的自衛権』高文研、2007年9月。ISBN 978-4-87498-391-1。
- 『これだけは知っておきたい近代日本の戦争　台湾出兵から太平洋戦争まで』高文研、2010年7月。ISBN 978-4-87498-445-1。

### 共著
- 金子さとみ共著『高校時代をどう生きるか』高校生文化研究会〈考える高校生の本 8〉、1977年5月。
- 金子さとみ共著『差別と戦争を見る眼　学校序列・女と男・戦争への道』高校生文化研究会〈考える高校生の本 19〉、1983年3月。ISBN 4-87498-019-8。
- 新崎盛暉ほか『沖縄修学旅行』高文研、1992年11月。ISBN 4-87498-133-X。
  - 新崎盛暉ほか『沖縄修学旅行』（第2版）高文研、1999年5月。ISBN 4-87498-219-0。 - 新崎盛暉・仲地哲夫・村上有慶・目崎茂和・梅田正己 共著。
  - 新崎盛暉ほか『沖縄修学旅行』（第3版）高文研、2005年1月。ISBN 4-87498-333-2。 - 新崎盛暉・仲地哲夫・村上有慶・目崎茂和・梅田正己 共著。